# Sato Jin
Jin Sato (sinh ngày 27 tháng 9 năm 1974) là một cầu thủ bóng đá người Nhật Bản.

## Sự nghiệp câu lạc bộ
Jin Sato đã từng chơi cho Yokohama Flügels, Kyoto Purple Sanga và Consadole Sapporo.